# Microsoft FreeCell
Microsoft FreeCell ou simplement FreeCell est un jeu vidéo de cartes développé et édité par Microsoft, sorti en 1991 sur Windows.
Il est adapté du jeu du même nom. Il est embarqué avec le système d'exploitation Windows.

## Système de jeu
Le jeu intègre 32 000 tirages. Un seul de ces tirages n'a jamais été résolu.